# Tyleria bicarpellata
Tyleria bicarpellata är en tvåhjärtbladig växtart som först beskrevs av Maguire, Steyerm. och Wurd., och fick sitt nu gällande namn av M.C.E. Amaral. Tyleria bicarpellata ingår i släktet Tyleria och familjen Ochnaceae. Inga underarter finns listade i Catalogue of Life.